# Atiaia testaceicornis
Atiaia testaceicornis är en skalbaggsart som först beskrevs av Julius Melzer 1923.  Atiaia testaceicornis ingår i släktet Atiaia och familjen långhorningar. Inga underarter finns listade.